# Shirley (Indiana)
Shirley é uma cidade  localizada no estado americano de Indiana, no Condado de Hancock e Condado de Henry.

## Demografia
Segundo o censo americano de 2000, a sua população era de 806 habitantes.
Em 2006, foi estimada uma população de 844, um aumento de 38 (4.7%).

## Geografia
De acordo com o United States Census Bureau tem uma área de
1,0 km², dos quais 1,0 km² cobertos por terra e 0,0 km² cobertos por água. Shirley localiza-se a aproximadamente 319 m acima do nível do mar.

## Localidades na vizinhança
O diagrama seguinte representa as localidades num raio de 12 km ao redor de Shirley.